# شهرستان بایان
شهرستان بایان (به چینی: 桦南县) یک شهرستان در استان هئی‌لونگ‌جیانگ چین است که در تابعیت شهر هاربین قرار دارد. مرکز ادرای این شهرستان در فاصله‌ای حدود ۱۰۰ کیلومتری شمال‌شرق از مرکز شهر هاربین قرار دارد.
شهرستان بایان ۳٬۱۳۸٫۹ کیلومتر مربع مساحت و ۴۲۰٬۴۰۹ نفر جمعیت دارد و ۱۳۶ متر بالاتر از سطح دریا واقع شده‌است.

## تقسیمات اداری
شهرستان بایان به ۱۰ شهرک و ۸ قصبه تابعه تقسیم شده است. سه «میدان اداری» هم‌سطح قصبه نیز تابع این شهرستان می‌باشند، مانند نواحی اداری جنگل‌داری.
- شهرک بایان (巴彦镇، Bāyàn zhèn)
- شهرک بایان‌گانگ (بندر بایان) (巴彦港镇، Bāyàngǎng zhèn)
- شهرک تیان‌زنگ (天增镇، Tiānzēng zhèn)
- شهرک شی‌جی (西集镇، Xījí zhèn)
- شهرک شینگ‌لونگ (兴隆镇، Xīnglóng zhèn)
- شهرک واشینگ (洼兴镇، Wāxìng zhèn)
- شهرک لونگ‌چوان (龙泉镇، Lóngquán zhèn)
- شهرک لونگ‌میاو (龙庙镇، Lóngmiào zhèn)
- شهرک وان‌فا (万发镇، Wànfā zhèn)
- شهرک هئی‌شان (黑山镇، Hēishān zhèn)

- قصبه ده‌شیانگ (德祥乡، Déxiáng xiāng)
- قصبه ژن‌دونگ (镇东乡، Zhèndōng xiāng)
- قصبه سونگ‌هواجیانگ (松花江乡، Sōnghuājiāng xiāng)
- قصبه شان‌هوو (山后乡، Shānhòu xiāng)
- قصبه فنگ‌له (丰乐乡، Fēnglè xiāng)
- قصبه فوجیانگ (富江乡، Fùjiāng xiāng)
- قصبه هواشان (华山乡، Huàshān xiāng)
- قصبه هونگ‌‌گوانگ (红光乡، Hóngguāng xiāng)

- ادارهٔ جنگل‌داری شینگ‌لونگ (兴隆林业局، Xīnglóng línyèjú)